# Буриан, Михал
Михал Буриан (англ. Michal Burian; род. 1992) ― австралийский легкоатлет-паралимпиец чешского происхождения. Серебряный призёр летних Паралимпийских игр 2020 в Токио в метании копья F64.

## Биография
Михаил Буриан родился 27 июня 1992 года с косолапостью и вырос в Чехии. Он прибыл в Австралию в 2012 году по шестимесячной визе и в то время плохо говорил по-английски. Вскоре он решил поселиться в Австралии на постоянное жительство и с тех пор стал гражданином Австралии. Он получил диплом в области управления спортом и отдыхом. С 2021 года он живет в Мельбурне и работает координатором проекта.

## Спортивная карьера
Будучи подростком в Чешской Республике, Буриан смотрел по телевизору, как олимпийский чемпион по метанию копья и рекордсмен мира Ян Железны метал копьё на крупнейших соревнованиях мира. После этого Михаил решил заняться легкой атлетикой и именно метанием копья. К 18 годам он был членом (трудоспособной) сборной Чехии среди юниоров. Затем ему сказали, что он не должен продолжать заниматься спортом из-за его инвалидности.
После прибытия в Австралию Буриан присоединился к Легкоатлетическому клубу Сандрингема. В 2020 году он был классифицирован как пара-спортсмен F44. По состоянию на 1 июля 2021 года Буриан является австралийским рекордсменом по методу копья F44 среди мужчин с дистанцией 61,24 метра.
На летних Паралимпийских играх 2020 в Токио Михаил Буриан завоевал серебряную медаль в дисциплине Метание копья F64.